# Listă de filme de comedie din anii 1950
Aceasta este o listă de filme de comedie din anii 1950.
| 1950 |
| '    |
| 1951 |
| '    |
| 1952 |
| '    |
| 1953 |
| '    |
| 1954 |
| '    |
| 1955 |
| '    |
| 1956 |
| '    |
| 1957 |
| '    |
| 1958 |
| '    |
| 1959 |
| '    |

## Anii 1950
1950
- Abbott and Costello in the Foreign Legion
- Born Yesterday
- Champagne for Caesar
- Cheaper by the Dozen
- Duchess of Idaho
- Father of the Bride
- The Great Rupert
- Harvey
- The Jackpot
- Key to the City
- Love Happy
- My Friend Irma Goes West
- Two Weeks with Love

1951
- Abbott and Costello Meet the Invisible Man
- An American in Paris
- Angels in the Outfield
- Comin' Round the Mountain
- Double Dynamite
- Father's Little Dividend
- Half Angel
- My Favorite Spy

1952
- Abbott and Costello Meet Captain Kidd
- Bela Lugosi Meets a Brooklyn Gorilla
- A Girl in Every Port
- Jumping Jacks
- Lost in Alaska
- Monkey Business
- Road to Bali
- Singin' in the Rain
- Son of Paleface

1953
- The Band Wagon
- The Caddy
- The Girls of Pleasure Island
- How to Marry a Millionaire
- It Happens Every Thursday
- The Moon Is Blue
- Roman Holiday
- Scared Stiff

1954
- Casanova's Big Night
- It Should Happen to You
- Knock on Wood
- Sabrina

1955
- Abbott and Costello Meet the Mummy
- The Seven Year Itch
- Mister Roberts
- My Sister Eileen
- The Trouble with Harry

1956
- Bus Stop
- The Court Jester
- Forever, Darling
- The Girl Can't Help It
- Hollywood or Bust
- Our Miss Brooks
- Pardners
- The Teahouse of the August Moon

1957
- The Delicate Delinquent
- Funny Face
- The Girl Most Likely
- Joe Butterfly
- Love in the Afternoon
- Sayonara
- Will Success Spoil Rock Hunter?

1958
- Auntie Mame
- Houseboat
- The Matchmaker
- Paris Holiday
- Teacher's Pet
- The Tunnel of Love

1959
- Alias Jesse James
- A Bucket of Blood
- Have Rocket, Will Travel
- Pillow Talk
- The Shaggy Dog
- Some Like It Hot
- Suddenly, Last Summer

## Filme britanice
- An Alligator Named Daisy (1956)
- Barnacle Bill (1957)
- The Belles of St. Trinians (1957)
- Blue Murder at St. Trinians (1954)
- The Bridal Path (1959)
- Brothers in Law (1957)
- The Card (1952)
- Carlton-Browne of the F.O. (1958)
- Carry On Admiral (1958) (nu parte a Carry On series)
- Carry On Nurse (1959)
- Carry On Sergeant (1958)
- Carry On Teacher (1959)
- The Captain's Paradise (1953)
- The Captain's Table (1958)
- The Case of the Mukkinese Battle Horn (1955)
- Curtain Up (1952)
- Doctor at Large (1957)
- Doctor at Sea (1955)
- Doctor in the House (1954)
- Follow a Star (1959)
- Folly to be Wise (1953)
- Further up the Creek (1959)
- Genevieve (1953)
- Geordie (1955)
- The Green Man (1956)
- The Happiest Days of Your Life (1950)
- Happy Ever After (1954)
- Hobson's Choice (1953)
- The Horse's Mouth (1958)
- I Only Arsked (1958)
- I'm All Right Jack (1959)
- Idol on Parade (1959)
- The Importance of Being Earnest (1952)
- Indiscreet (1958)
- Innocents in Paris (1953)
- Just My Luck (1957)
- Lady Godiva Rides Again (1951)
- The Ladykillers (1955)
- The Lavender Hill Mob (1951)
- Laughter in Paradise (1951)
- Left Right and Centre (1959)
- Lucky Jim (1957)
- The Maggie (1953)
- The Man in the White Suit (1951)
- The Mouse That Roared (1959)
- The Naked Truth (1957)
- The Navy Lark (1958)
- The Night We Dropped a Clanger (1959)
- Operation Bullshine (1959)
- The Oracle (1953)
- Orders Are Orders (1954)
- Our Girl Friday (1953)
- Our Man in Havana (1959)
- Private's Progress (1956)
- Rockets Galore (1958)
- Runaway Bus (1954)
- The Smallest Show on Earth (1957)
- The Titfield Thunderbolt (1953)
- True as a Turtle (1956)
- To Paris with Love (1955)
- Too Many Crooks (1958)
- Trouble in Store (1953)
- Trouble in the Glen (1955)
- Up in the World (1957)
- Up the Creek (1958)
- You Know What Sailors Are (1954)

## Comedie-horror
1953
- Scared Stiff
- Abbott and Costello Meet Dr. Jekyll and Mr. Hyde

1955
- Abbott and Costello Meet the Mummy

1958
- The Castle of the Monsters

## Comedie dramă
- The Quiet Man  (1952)
- Trouble Along the Way (1953)
- Dragnet (1954)
- Jet Pilot (1957)